# Musée du pays de Sarrebourg
Le musée du Pays de Sarrebourg a été créé en 1905 à Sarrebourg. Sa vocation était essentiellement archéologique. Il est aujourd'hui complété par un espace consacré à Marc Chagall et une exposition de faïences et de porcelaines en provenance de la manufacture de Niderviller.

## Histoire
Le musée a été remanié à plusieurs reprises en raison de l’agrandissement de sa collection.
En 1927, le musée s'installe au sein de la chapelle des Cordeliers. Il est transféré en 1970 dans une maison du XIXe siècle située avenue de France. Cependant l'édifice s'est révélé trop exigu et mal adapté à la conservation et à la présentation des œuvres, le musée s’est avéré peu accessible.
L’enrichissement des collections, dû aux fouilles archéologiques et à une active politique d’acquisition dans le domaine des arts décoratifs, a rendu nécessaire la création d’une nouvelle structure.
Le musée s’est ainsi installé dans de nouveaux locaux créés par l’architecte Bernard Desmoulin en juin 2003. Le nouveau musée se trouve rue de la Paix, à côté de l'hôtel des Saintignon et à proximité de la chapelle des Cordeliers.

## Les collections
Le musée comporte plus de 800 pièces retraçant l’histoire du pays de Sarrebourg. Il présente également des collections archéologiques de l’époque gallo-romaine (bijoux et ornements, objets de la vie quotidienne, peintures murales, instruments agricoles et artisanaux), du mobilier d’époque, des sculptures médiévales et modernes, ainsi que des faïences et porcelaines du XVIIIe siècle.
Dans un cabinet de dessins sont présentés en alternance les dessins préparatoires des vitraux de la chapelle des Cordeliers de Sarrebourg, des cathédrales de Metz, de Reims et de l’ONU. Ces œuvres constituent une introduction ou un aboutissement à la visite de la chapelle des Cordeliers toute proche, pour laquelle Marc Chagall a réalisé plusieurs vitraux dont La Paix, une œuvre de 12 mètres de hauteur. La passerelle dominant le hall d'accueil comporte par ailleurs la tapisserie La Paix, une tapisserie monumentale (32,8 m2) d'Yvette Cauquil-Prince d’après le carton du vitrail de l’ONU.

## Tourisme
Le musée bénéficie du label officiel français « musée de France » et fait aujourd'hui partie du réseau des Grands Sites de Moselle.